# Michiel Korthals
Michiel Jacob Johannes Alberto Annibal (Michiel) Korthals, heer van Schooten (Amsterdam, 28 juni 1949) is een Nederlandse filosoof, tot 2014 hoogleraar toegepaste filosofie aan de Universiteit van Wageningen en vervolgens gasthoogleraar aan de Vrije Universiteit en de University of Gastronomic Sciences (Italië).

## Jeugd en opleiding
Korthals werd in 1949 in Amsterdam geboren als zoon van het ondernemersechtpaar George Lodewijk Victor Korthals (1914-1979) en Catharina Maria Waagemans (1913-1991). Aan de Universiteit van Amsterdam en de Universiteit van Heidelberg studeerde Korthals filosofie, antropologie, sociologie en Duits. In 1985 promoveerde hij op een dissertatie over de Frankfurter Schule, in het bijzonder over het werk van Habermas.

## Werk en overige activiteiten
Tussen 1993 en 2014 was Korthals hoogleraar aan de universiteit van Wageningen. Aan deze universiteit hield hij zich bezig met ethische en filosofische aspecten van de levenswetenschappen, zoals biotechnologie, natuurbescherming, milieubeheer en voeding. Korthals bekleedde diverse gasthoogleraarschappen, zoals aan de Purdue University, de Universiteit van Turijn en Princeton University. Korthals is sinds 2018 hoogleraar aan de University of Gastronomic Sciences in Pollenzo/Bra (Italië).
Korthals was voorzitter van de Foundation for the Restoration of European Ecosystems. (FREE) Deze stichting zet zich in voor natuurbehoud door natuurlijke begrazing.
Hij is actief in de Slow Food-beweging en vervult voorzitterschappen bij Slow food Gooi Eem en Vecht en de stichting Slow Food Afrika 10.000 tuinen.

## Familie
De overgrootvader van Korthals, Jacob Johannes Korthals (1814-1895), was de eerste heer van Schooten in zijn familie. Zijn aangetrouwde oom Benjamin Hunningher (1903-1991) was eveneens hoogleraar.

## Publicaties (selectie)
- Arbeid en interaktie, Muiderberg: Coutinho 1979
- Filosofie en intersubjectiviteit, Alphen a/d Rijn: Samson, 1983
- Kritiek van de maatschappijkritische rede, Muiderberg: Coutinho 1986
- Duurzaamheid en democratie (Boom, 1995);
- Philosophy of Development (Kluwer, 1996 met Wouter van Haaften en Thomas Wren),
- Tussen voeding en medicijn (Utrecht 2001),
- Pragmatist Ethics for a Technological Culture (met Keulartz et al.; Kluwer, 2002),
- Voor het eten (Boom 2002),
- Ethics for Life Sciences (Springer, 2005),
- Before Dinner. Philosophy and Ethics of Food (Springer 2004)
- Pépé Grégoire, Een filosofische duiding van zijn beelden / A Philosophical Interpretation of his Sculptures (Zwolle: Waanders, 2006). (Ed.),
- Genomics, Obesity and the Struggle over Responsibilities, Springer. 2010
- Goed Eten. Filosofie van Voeding en Landbouw, Van Tilt, Nijmegen, 2018

- Bibsys: 97048831
- Bibliothèque nationale de France: cb14510465g (data)
- CiNii: DA10670418
- Gemeinsame Normdatei: 1175592609
- International Standard Name Identifier: 0000 0000 8109 0845
- Library of Congress Control Number: n80055515
- NARCIS: PRS1237937
- Nationale Bibliotheek van Israël: 987007454446405171
- Nederlandse Thesaurus van Auteursnamen: 074281763
- Système universitaire de documentation: 086005308
- Virtual International Authority File: 29764883
- WorldCat: E39PBJxhpXVkfKKyDqKTWFv4MP